# 僕にはどうしてわかるんだろう
「僕にはどうしてわかるんだろう」（ぼくにはどうしてわかるんだろう）は、2025年4月25日に配信限定でリリースされたVaundyの楽曲。楽曲はテレビ朝日系木曜ドラマ『PJ 〜航空救難団〜』の主題歌として書き下ろされた。

## 概要
前作「人生はミックスナッツの組み合わせ」に続き4ヶ月連続でのリリースである。
Vaundyは本楽曲の制作について以下のようにコメントしている。
“使命”や”情熱” というものはどこからやってくるのだろう。
何かを成し遂げる上での根拠のない自信とはなんなのだろう。
それはきっと僕たちが運命に導かれ何度も繰り返している輪廻の中で生きているからなのではと思い、「僕にはどうしてわかるんだろう」という曲が今回出来上がりました。

人は色のついた世界をずっと探して模索するけど、きっとそこには辿り着けなくて、でも答えはなんとなく解っている。そんな1人の人間の自問自答や葛藤する想いをこの曲に込めました。
楽曲は『CDTVライブ!ライブ!』5周年記念企画の『Vaundyマンスリーライブ!ライブ!』にてテレビ初披露された。

## ミュージック・ビデオ
本楽曲のミュージックビデオはVaundy本人が監督を務めており、佐藤健が出演した。
佐藤健は「まるでSF映画を撮っているような感覚で、本当に楽しい撮影でした。『なるほど、バウ君にはこういう世界が見えてたんだな』って、みなさんも一緒に彼の頭の中をのぞき込むような感覚で、楽しんでもらえたらうれしいです」とコメントした。
6月16日にはVAWS限定でBehind the Scenesが先行公開され､3日後にはYouTubeにて一般公開された。

## 収録内容
| #  | タイトル                         | 作詞・作曲・編曲 | 時間 |
| -- | -------------------------------- | ---------------- | ---- |
| 1. | 「僕にはどうしてわかるんだろう」 | Vaundy           | 4:20 |